# Алгазино (Башкортостан)
Алга́зино (баш. Алғазы) — деревня в Абдулкаримовском сельсовете Баймакского района Республики Башкортостан России.

## Население
| 2002 | 2009 | 2010 |
| ---- | ---- | ---- |
| 223  | ↘175 | ↗194 |

Согласно переписи 2002 года, преобладающая национальность — башкиры (99 %).

## Географическое положение
Расстояние до:
- районного центра (Баймак): 50 км,
- центра сельсовета (Абдулкаримово): 9 км,
- ближайшей железнодорожной станции (Сибай): 91 км.